# EEV 22–27
Die EEV 22–27 waren Güterzug-Schlepptenderlokomotiven der Ersten Siebenbürgener Eisenbahn (Elsiö Erdélyi Vasút, EEV).
Die EEV bestellte diese sechs Lokomotiven 1870 bei der Lokomotiven- und Maschinenfabrik J.A. Maffei in München.
Sie erhielten die Betriebsnummern  22–27.
Anlässlich der Verstaatlichung der EEV 1884 bekamen sie die MÁV-Nummern 278–283, danach die Kategoriebezeichnung IIIh und die Nummern 3021–3026.
Ab 1911 wurden sie 357,001–006.